# فيلهيلمينا كوخ
فيلهيلمينا كوش (بالألمانية: Wilhelmina Koch)‏ هي ملحنة ألمانية، ولدت في 22 فبراير 1845 في فآلدبكلهآيم في ألمانيا، وتوفيت في 6 مارس 1924 في سووبسك في بولندا.

## وصلات خارجية
- فيلهيلمينا كوش على موقع ميوزك برينز (الإنجليزية)
- فيلهيلمينا كوش على موقع ديسكوغز (الإنجليزية)